# Obsidionis Rhodiæ urbis descriptio

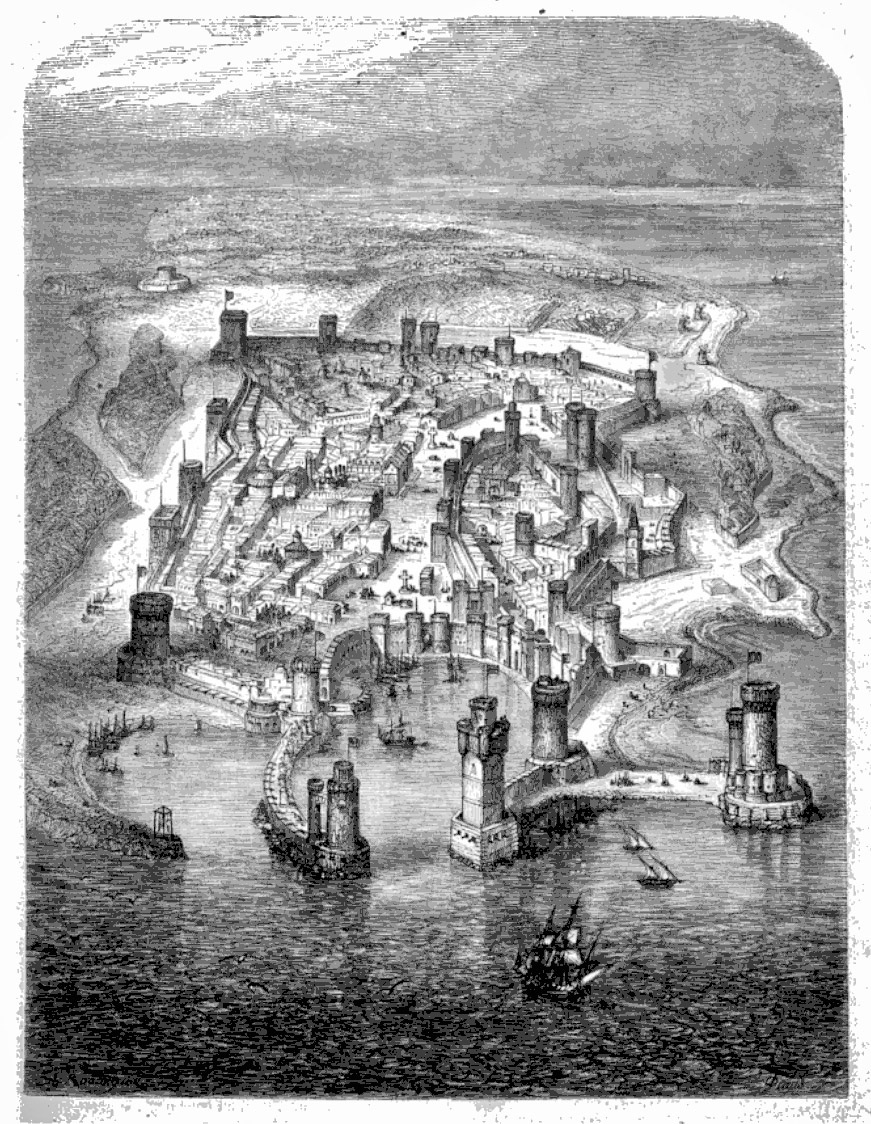
Gravat que representa el setge de Rodes descrit per Guillaume Caoursin.

En referència a l'illa de Rodes sota poder de l'Orde de Sant Joan de Jerusalem, Obsidionis Rhodiæ urbis descriptio és una obra que descriu el setge de 1480 pels otomans.
La narració fou escrita en llatí per Guillaume Caoursin, vicecanceller de l'orde i testimoni presencial dels fets.

## Descripció de la ciutat fortificada

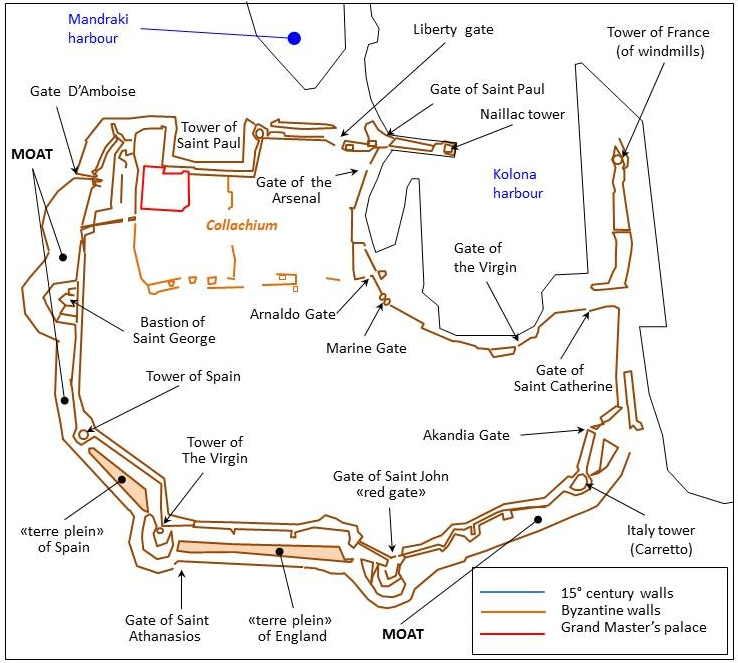
Fortificacions de Rodes. La torre de Sant Nicolau no surt al plànol. El croquis està orientat al Nord. Al sud-oest (a baix i a l'esquerra) hi ha la torre d'Espanya (o d'Aragó), la torre de Santa Maria i, enmig d'ambdues, la murada d'Espanya (o d'Aragó).

L'estudi de les muralles de Rodes a l'inici del setge de 1480 no és fàcil de resumir. Hi ha un treball especialitzat que analitza diverses fortificacions de la ciutat i les dades de la seva construcció i modificació. També és possible consultar un altre treball específic sobre el tema.

### Les llengües
Des de 1301, els hospitalers es repartien en llengües. Inicialment n'hi havia set: Provença, Auvernia, França, Itàlia, Aragó (bàsicament Aragó, Catalunya i Navarra), Anglaterra i Alemanya. L'any 1462, la llengua d'Aragó fou dividida en dos: Castella-Portugal i Aragó (Aragó, Catalunya i Navarra). Així quedaren definides les vuit llengües tradicionals.
- Segons alguna referència, la llengua d'Aragó s'anomenava d'Espanya. Ben diferenciada de la llengua de Castella i Lleó-Portugal.[16]

### Disposició de la defensa
D'acord amb una ordinació de 1465 del Gran Mestre Pere Ramon Sacosta, els diversos sectors de la muralla eren defensats per una llengua concreta. A càrrec de la llengua d'Aragó hi havia el mur que s'estenia entre la torre d'Espanya (o torre d'Aragó) i la torre de Santa Maria.

### Toponímia
Després del setge de 1444, les muralles havien estat reforçades pels grans priors de l'orde. Especialment per Pere Ramon Sacosta.
L'obra Obsidionis Rhodiae esmenta algunes parts de les fortificacions amb el nom de l'època:
- Torre de Sant Nicolau[19]
- Torre d'Espanya o torre d'Aragó[20]
- Torre de Santa Maria
- Torre d'Itàlia
- Torre de Sant Pere
- Barri dels jueus
- Torre de Sant Antoni

## Contingut de l'obra
L'original llatí és una descripció relativament curta del setge de Rodes de 1480. Un estudi d'Albert G. Hauf I Valls permet la consulta del contingut en català. Aquest estudi inclou el text original en llatí.

### Segon atac a Sant Nicolau. Destrucció del pont de barques

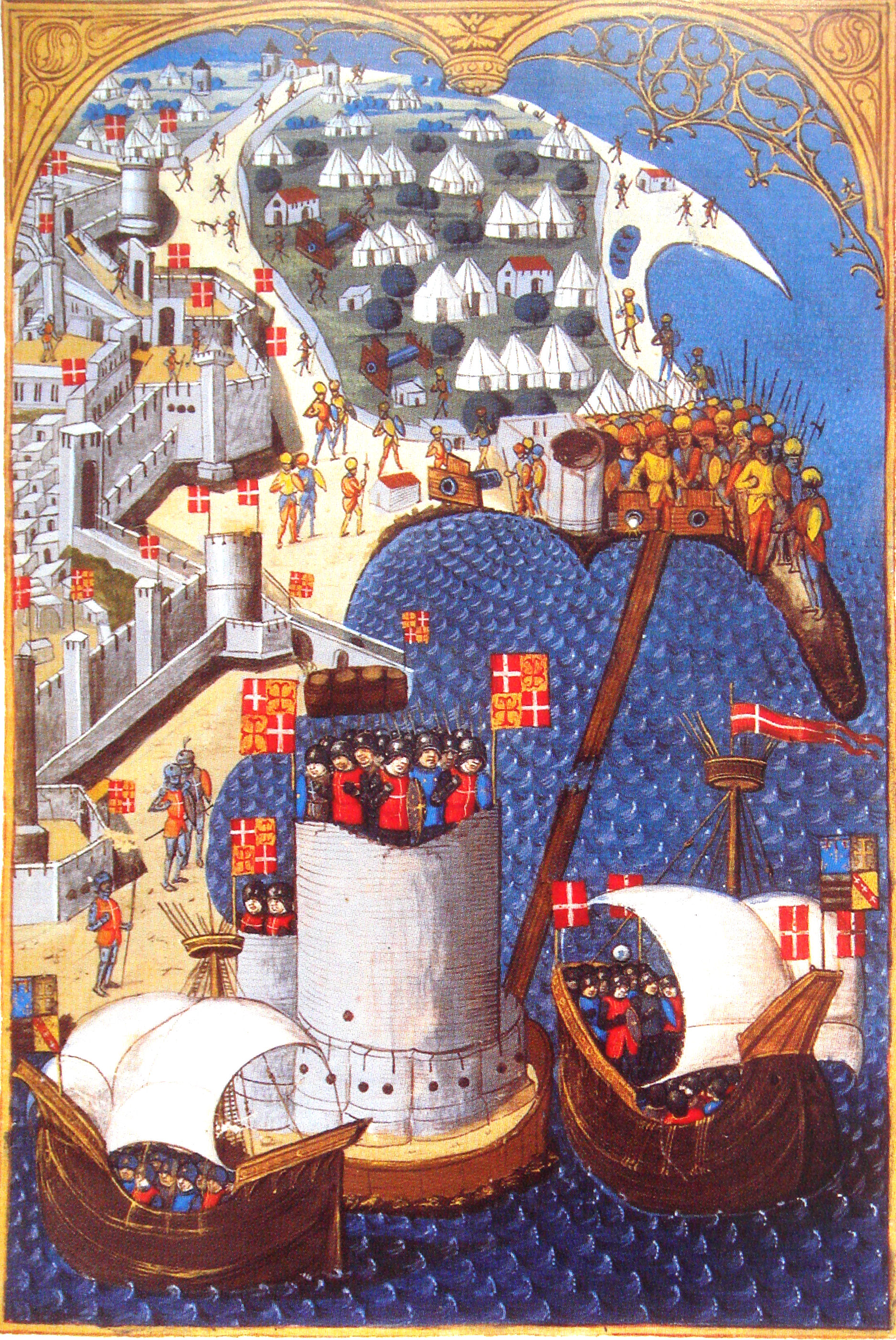
Setge de Rodes de 1480. Dues naus valencianes trameses pel rei de Nàpols Ferran d'Aragó. Vegeu el pont flotant parcialment destruït.

### Victoria dels hospitalers. Arribada de dues naus valencianes
Els noms dels capitans de les naus són Lluís Peixó i un altre. Segons una font, aquest altre capità fou Felip Vives de Canyamàs.

## Original i traduccions
- Original en llatí. Es pot consultar en diverses edicions.
  - Edició de 1480.[24]
  - Edició de 1501.[25]
- Traducció italiana.[26]
- Traducció a l'anglès antic. (Vegeu University of Oxford Text Archive. [TCP] [The siege of Rhodes], a Google Llibres).
  - Resum i notes del setge en anglès.[27]

### Edicions de Saragossa i Barcelona
Aparentment hi ha dues edicions de 1481, una a Saragossa i l'altra a Barcelona. Es tracta d'un tema controvertit. Hi ha opinions sobre una única edició a Saragossa.

## Influències
Obsidionis Rhodiæ urbis descriptio tingué una gran difusió i va influir en obres posteriors.
- El Liber Elegantiarum  de Joan Esteve  empra moltes frases de l'original llatí per a donar una traducció al valencià.
  - L'estudi, esmentat més amunt, de A. Hauf i Valls presenta de manera molt clara les frases originals de Caoursin i la traducció de Joan Esteve.[30]
    - Exemple 1: ...globos saxeos rotunditatis palmorum nouem... (pedres de bombarda que han de vogi nou palms)
    - Exemple 2: ...Cum enim triremes turrim propugnant, machine saxa iaciunt... (com les galeres combaten la torre, les bombardes tiren)
    - Exemple 3: "...Quorum machinarum sonus plerumque ab oppidanis Castelli Rubei auditus est,quod Rhodo centum milibus passuum Orontem versus distat..." (lo so de les bombardes moltes vegades dels que habiten lo  Castell Roig se hohia, lo qual és luny cent milles)

- Alguns passatges del Tirant lo Blanc  semblen clarament inspirats en el setge de Rodes de 1480 o, més directament, en el relat de l'Obsidionis.
  - Vegeu Anecdotari de Tirant lo Blanc.
    - Al Tirant hi ha una descripció realista i detallada d'una operació militar de sabotatge consistent en la destrucció d'una nau enemiga mitjançant una corda prima, una corda gruixuda (una "gúmena"[31]), un nedador expert i agosarat, un argue i altres. El relat indica de forma clara que una corda té dos caps.[32]
    - En el setge de Rodes, segons el relat de Caoursin, els turcs feren un pont de fusta flotant per a passar des de l'església de Sant Antoni fins al moll. Aquest pont s'havia d'estirar amb una gúmena des d'una àncora calada prop del moll. Un dels defensors de Rodes es va capbussar de nit, va tallar la gúmena i la va deixar unida a l'àncora amb un lligam molt fluix. Quan els turcs provaren d'atansar el cap del pont al moll, el lligam es trencà i el seu intent fracassà.
      - Segons l'original llatí: A nostris arte cognita, nauta quídam rerum maritimarum non ignarus, noctu vndis se obruit, anchoram soluit, fune cautibus remissius alligato, quiparua vi dissoluatur
      - Segons Esteve: ...coneguda o vista l'art o industria per los nostres, un mariner molt docte en l'art de la mar, de nit nadant davall l'aygua deslligá l'áncora ab una corda fluxament a les roques ligat, lo qual ab pocha forca se soltava o deslligava...

## Armes esmentades
La descripció del setge esmenta la majoria d'armes emprades en l'atac i la defensa de la ciutat.

### Artilleria de pólvora
- Bombardes

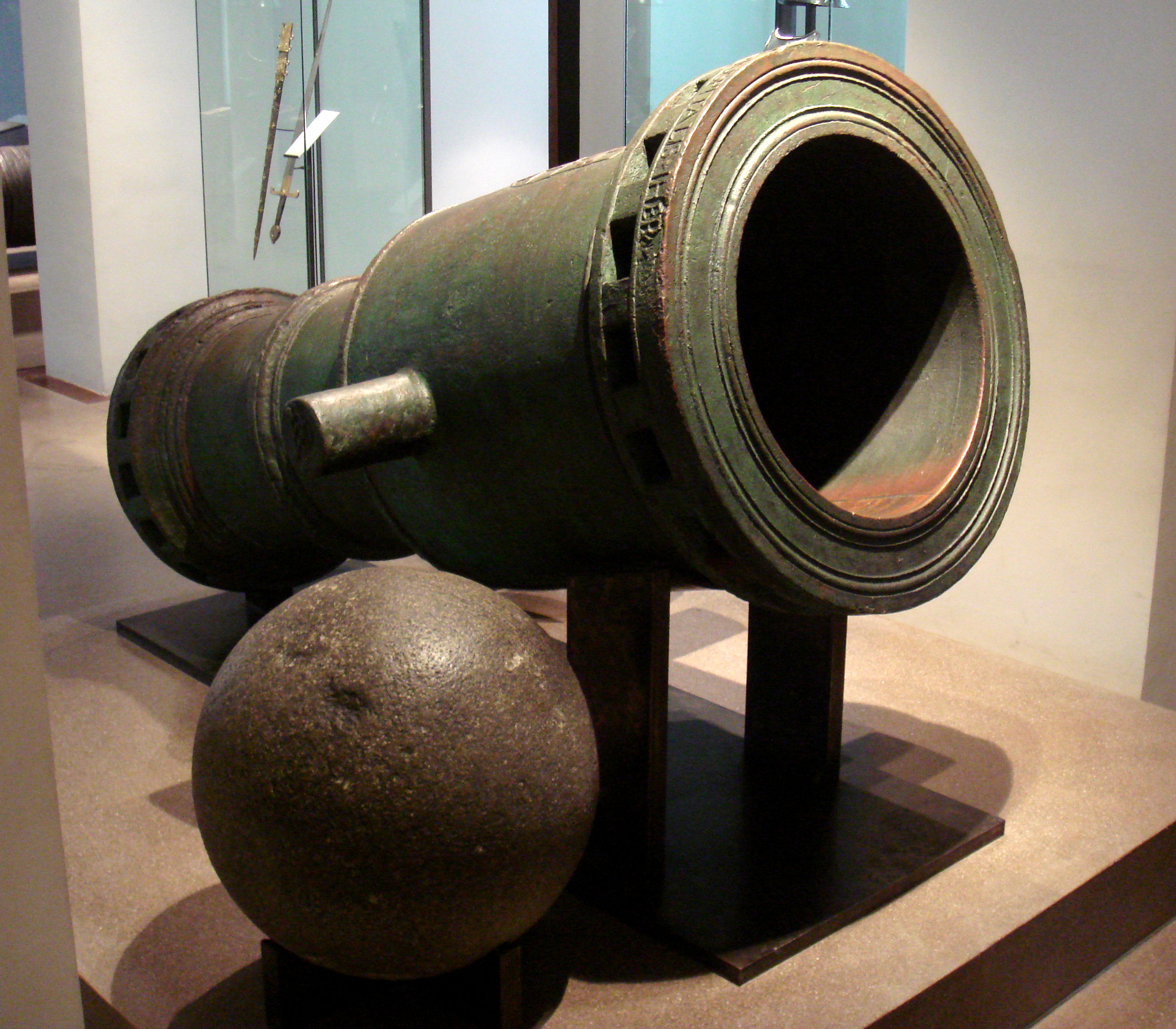
Bombarda emprada en el setge de Rodes de 1480. Fabricada per ordre del Gran mestre Pierre d'Aubusson.

  - El relat del setge esmenta 16 grans bombardes turques. De 22 pams de llarg i bales de 9 pams de circumferència (algunes amb 11 pams).
  - Els defensors de Rodes disposaven d'algunes bombardes.
  - Les bombardes turques dirigien els seus trets a les torres i muralles. Les bombardes de Rodes tiraven contra les bombardes turques i vaixells d'assalt.
- Morters. Els turcs empraren morters per a destruir l'interior de la ciutat.
- Colobrines.
- Serpentines. Peces de petit calibre.[33][34]
- Espingardes.

### Artilleria medieval

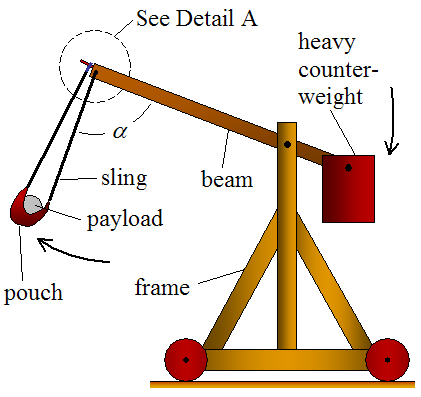
Representació d'un trabuc.

- Trabuc o trabuquet. Un trabuc fou construït pels defensors.
- Els turcs empraren nombrosos trabuquets.

### Projectils
- Pedres de bombarda
  - Les dels turcs tenien fins a 11 pams de vogi o circumferència.[35] Uns 70 cm de diàmetre.
- Pedres sense treballar
- Magranes incendiàries
- Sacs explosius, amb pólvora i metralla.

### Armes de git
- Ballestes

### Vaixells
- Galeres
- Naus
- Barques
- Parandàries.[36][37][38]

### Altres
- Pont flotant
- Brulots
- Escales de setge
- Trinxeres protegides
- Muralles improvisades
- Palissades